# جيفرسونفيلي
جيفرسونفيلي (إنديانا) (بالإنجليزية: Jeffersonville, Indiana)‏ هي مدينة تقع في الولايات المتحدة في مقاطعة كلارك (إنديانا). يقدر عدد سكانها بـ 44,953 نسمة ومساحتها 88.97 كم2 وترتفع عن سطح البحر 136 متر.

## التركيبة السكانية
قام مكتب تعداد الولايات المتحدة بتحديد بيانات التركيبة السكانية لجيفرسونفيليفي تعداد الولايات المتحدة. في ما يلي، التركيبة السكانية حسب تعدادي 2000 و2010.

### تعداد عام 2000
بلغ عدد سكان جيفرسونفيلي 27,362 نسمة بحسب تعداد عام 2000، وبلغ عدد الأسر 11,643 أسرة وعدد العائلات 7,241 عائلة مقيمة في المدينة. في حين سجلت الكثافة السكانية 2,014.7 نسمة لكل ميل مربع (777.9/كم2). وبلغ عدد الوحدات السكنية 12,402 وحدة بمتوسط كثافة قدره 913.2 نسمة لكل ميل مربع (352.6/كم2).
وتوزع التركيب العرقي للمدينة بنسبة.
بلغ عدد الأسر 11,643 أسرة كانت نسبة 28.8% منها لديها أطفال تحت سن الثامنة عشر تعيش معهم، وبلغت نسبة الأزواج القاطنين مع بعضهم البعض 43.3% من أصل المجموع الكلي للأسر، ونسبة 14.8% من الأسر كان لديها معيلات من الإناث دون وجود شريك، وكانت نسبة 37.8% من غير العائلات. تألفت نسبة 32.1% من أصل جميع الأسر من أفراد ونسبة 10.1% كانوا يعيش معهم شخص وحيد يبلغ من العمر 65 عاماً فما فوق. وبلغ متوسط حجم الأسرة المعيشية 2.90، أما متوسط حجم العائلات فبلغ 2.30.
بلغ العمر الوسطي للسكان 37 عاماً. وكانت نسبة 8.7% بين الثامنة عشر والأربعة وعشرون عاماً، ونسبة 31.2% كانت واقعةً في الفئة العمرية ما بين الخامسة والعشرون حتى والأربعة وأربعون عاماً، ونسبة 23.8% كانت ما بين الخامسة والأربعون حتى الرابعة والستون، ونسبة 12.6% كانت ضمن فئة الخامسة والستون عاماً فما فوق. يوجد لكل 100 أنثى 92.3 ذكر، ويوجد لكل 100 أنثى في الثامنة عشر من عمرها فما فوق 88.6 ذكر.
بلغ متوسط دخل الأسرة في المدينة 37,234 دولار، أما متوسط دخل العائلة فبلغ 45,264 دولار. وكان متوسط دخل الذكور 32,491 دولار مقابل 24,738 دولار للإناث. وسجل دخل الفرد الخاص بالمدينة 19,656 دولار. وكانت نسبة 6.9% من العائلات ونسبة 10.1% من السكان تحت خط الفقر، وكان من هؤلاء نسبة 13.9% تحت سن الثامنة عشر ونسبة 7.2% في الخامسة والستين من العمر وما فوق.

### تعداد عام 2010
بلغ عدد سكان جفرسون سيتي 43,079 نسمة بحسب تعداد عام 2010، وبلغ عدد الأسر 17,278 أسرة وعدد العائلات 9,969 عائلة مقيمة في المدينة. في حين سجلت الكثافة السكانية 1,198.3 نسمة لكل ميل مربع (462.7/كم2). وبلغ عدد الوحدات السكنية 18,852 وحدة بمتوسط كثافة قدره 524.4 لكل ميل مربع (202.5/كم2).
وتوزع التركيب العرقي للمدينة بنسبة 78.0% من البيض و 0.3% من الأمريكيين الأصليين و 1.8% من الأمريكيين ذوي الأصول الآسيوية و 0.1% من سكان جزر المحيط الهادئ و 16.9% من الأمريكيين الأفارقة و 2.2% من عرقين مختلطين أو أكثر.
بلغ عدد الأسر 17,278 أسرة كانت نسبة 28.8% منها لديها أطفال تحت سن الثامنة عشر تعيش معهم، وبلغت نسبة الأزواج القاطنين مع بعضهم البعض 41.6% من أصل المجموع الكلي للأسر، ونسبة 12.4% من الأسر كان لديها معيلات من الإناث دون وجود شريك، بينما كانت نسبة 3.7% من الأسر لديها معيلون من الذكور دون وجود شريكة وكانت نسبة 42.3% من غير العائلات. تألفت نسبة 36.2% من أصل جميع الأسر من أفراد ونسبة 11.5% كانوا يعيش معهم شخص وحيد يبلغ من العمر 65 عاماً فما فوق. وبلغ متوسط حجم الأسرة المعيشية 2.89، أما متوسط حجم العائلات فبلغ 2.21.
بلغ العمر الوسطي للسكان 37.5 عاماً. وكانت نسبة 10.3% بين الثامنة عشر والأربعة وعشرون عاماً، ونسبة 28.6% كانت واقعةً في الفئة العمرية ما بين الخامسة والعشرون حتى والأربعة وأربعون عاماً، ونسبة 26.8% كانت ما بين الخامسة والأربعون حتى الرابعة والستون، ونسبة 13.4% كانت ضمن فئة الخامسة والستون عاماً فما فوق. وتوزع التركيب الجنسي للسكان بنسبة 51.2% ذكور و48.8% إناث.